# Bagnaria Arsa
Bagnaria Arsa é uma comuna italiana da região do Friuli-Venezia Giulia, província de Udine, com cerca de 3.471 habitantes. Estende-se por uma área de 19 km², tendo uma densidade populacional de 183 hab/km². Faz fronteira com Aiello del Friuli, Cervignano del Friuli, Gonars, Palmanova, Torviscosa, Visco.

## Demografia
| Variação demográfica do município entre 1861 e 2011                               |
|                                                                                   |
| Fonte: Istituto Nazionale di Statistica (ISTAT) - Elaboração gráfica da Wikipedia |